# Гербы районов Северной Осетии
Список гербов муниципальных образований Северной Осетии-Алании Российской Федерации.
В рамках муниципального устройства республики Северная Осетия-Алания образованы муниципальные образования: 1 городской округ (город Владикавказ) и 8 муниципальных районов.

## Герб городского округа
| Герб | Наименование                            | Дата утверждения | Номер в ГГР |
| ---- | --------------------------------------- | ---------------- | ----------- |
|      | Герб Владикавказского городского округа | 31 марта 1873    | -           |

## Гербы муниципальных районов
| Герб | Наименование               | Дата утверждения    | Номер в ГГР |
| ---- | -------------------------- | ------------------- | ----------- |
|      | Герб Алагирского района    | не утверждён        |             |
|      | Герб Ардонского района     | май 2021            |             |
|      | Герб Дигорского района     | не утверждён        |             |
|      | Герб Ирафского района      | не утверждён        |             |
|      | Герб Кировского района     | 29 мая 2014 года    | 10115       |
|      | Герб Моздокского района    | 18 апреля 2000 года | 643         |
|      | Герб Правобережного района | не утверждён        |             |
|      | Герб Пригородного района   | не утверждён        |             |